# Kretania
Kretania là một chi bướm ngày thuộc họ Lycaenidae.